# 岩崎清春
岩崎 清春（いわさき せいしゅん、1844年 - 1912年）は明治前期の東京で初めて洋傘骨の大量生産を始めた実業家であり、東京小石川区の区会議員。田中鉱山の副社長を務めた田中長一郎は娘婿に当たる。

## 来歴
1844年（弘化元年10月）に生まれる。東京府士族。小石川区の白山御殿町に工場を建て、洋傘骨及び金属延板を製造、また諸器械も製造した。江戸時代末期から輸入されていた洋傘が庶民にも普及し始めたのは明治元年頃のこと。当初の洋傘、蝙蝠傘はハイカラな舶来品として扱われており、明治10年代に入り国産の洋傘製造が始まる。清春は小石川区に工場を建てると、横浜のイギリス人商館より原材料を買い入れて1878年（明治11年）2月より洋傘骨の製造を開始した。洋傘の骨は従来"丸骨"だったが、1887年（明治20年）頃から軽く丈夫な"溝骨"が輸入され始め、清春は1889-1890年（明治22-23年）頃より国内初の溝骨製造に着手。
1890（明治23）年に東京上野で開催された第3回内国勧業博覧会では洋傘溝骨製造機械を出品し二等有功賞を受賞している。1890年（明治23年）3月に洋傘骨製造機の、1892年（明治25年）1月には洋傘骨弾性回復機の特許を取得。明治二十七八年戦役では砲兵工廠の嘱託で信管製造も担った。
1895年（明治28年）12月より1907年（明治40年）11月まで小石川区会議員を4期務める。同期議員に鳩山和夫。その妻で広く教育界で活動していた春子とも交流があったとされる。1903（明治36）年に大阪で開催された第5回内国勧業博覧会では洋傘骨を出品し再び二等賞を受賞。1907年には小林電鍍合資会社の設立に伴い二千円を出資。同年、四女のタカ（1886年生）が田中長一郎（1881年生）に嫁ぎ、翌年その長男・長三が誕生する。洋傘骨製造の先駆けとなった清春の工場だったが、1910年（明治43年）に廃業。その跡地には御殿町尋常小学校が建設されることとなった。1912年（大正元年）岩崎清春没する。工学会会員。日本機械学会賛助会員。日本海員掖済会特別会員。東京鉄工業組合委員。自宅は東京市小石川区竹早町十七番地。

## 岩崎工場
設立は1878年（明治11年）2月。所在地は小石川区白山御殿町四八。1904年（明治37年）発行の資料では職工60名（男性58、女性2）。東京では他にも複数の洋傘骨製造業者があったが、蒸気機械を用いて大規模製造していたのは1902年（明治35年）頃の時点においても岩崎工場のみであった。ロールプレス用の機械として径36㎝の大型2機と径約20㎝の小型を2機の他、溝引き機が8組、回復機が20組あり。鉄材1トンあたりおよそ13万6千本の溝骨を作り出し、年間180トン分の生産能力を有したが、1910年（明治43年）に廃業している。

## 家族・親族
- きむ子 - 妻、1856年8月9日（安政3年7月9日）生まれ[23][注 9]。小石川区金富町の平民・石川安五郎の長女。

- みき - 三女、1884年（明治17年）生まれ。夫は福岡の出身で婿養子として岩崎家に入った岩崎武治（1873年生）。東京帝国大学工科大学の機械工学科を1898年に卒業[25]し、養父・清春を助け岩崎工場の運営に携わる。1904年ごろ三井物産へ入ると機械部[26]へ配属。1907年11月から1911年10月まで小石川区会議員も務めた[注 10]。1912年（明治45年）石油輸入事業を起こし一時独立。1918年茂木合名会社に入るが同社倒産のためライジングサン石油（昭和シェル）に移り技術課長を務めた[28]。みきと武治の間に長男・正亮（1914年生）[注 11]、二男・兼亮（1917年生）[注 12]がいる。

- たか - 四女、1886年（明治19年）6月生まれ。夫は東京の京橋区出身で田中鉱山副社長を務めた田中長一郎（1881年生）。その父は八幡製鉄所以前から続く釜石製鉄所をはじめ、台湾金瓜石その他各地で鉱山も経営した二代目・田中長兵衛。たかは長一郎との間に長男・長三（1908年生）[注 13]、二男の長和（1910年生）、長女の安子（1912年生）[注 14]、二女・なほ子（1915年生）[注 15]、三女・こう子（1919年生）の二男三女を得ている[36]。